# Circonscription de Larache
La circonscription de Larache est la circonscriptions législatives marocaines de la province de Larache située en région Tanger-Tétouan-Al Hoceïma. Elle est représentée dans la Xe législature par Amal Boukir, Abdelaziz El Ouadgui, Mohammed Hamdaoui et Mohamed Simou.

## Historique des députations
| Législature | Début de mandat  | Fin de mandat    | Députés élus | Députés élus              | Députés élus | Députés élus            | Députés élus | Députés élus            | Députés élus | Députés élus        |
| ----------- | ---------------- | ---------------- | ------------ | ------------------------- | ------------ | ----------------------- | ------------ | ----------------------- | ------------ | ------------------- |
| IXe         | 26 novembre 2011 | 7 octobre 2016   |              | Mohamed Hammani (USFP)    |              | Said Khairoun (PJD)     |              | Abdallah Elbakkali (PI) |              | Mohamed Simou (MP)  |
| Xe          | 8 octobre 2016   | 8 septembre 2021 |              | Abdelaziz El Ouadgui (UC) |              | Mohammed Hamdaoui (PJD) |              | Amal Boukir (PAM)       |              | Mohamed Simou (MP)  |
| XIe         | 9 septembre 2021 | ?                |              | Abdelaziz El Ouadgui (UC) |              | Nizar Baraka (PI)       |              | Mohamed Hamani (PAM)    |              | Mohamed Simou (RNI) |

## Historique des élections

### Découpage électoral d'octobre 2011

#### Élections de 2016
| Parti       | Parti                                                       | Voix    | %      | Députés élus         |  |
| ----------- | ----------------------------------------------------------- | ------- | ------ | -------------------- |  |
|             | Mouvement populaire (MP)                                    | 18 106  | 21,98  | Mohamed Simou        |  |
|             | Parti de la justice et du développement (PJD)               | 16 178  | 19,64  | Mohammed Hamdaoui    |  |
|             | Parti authenticité et modernité (PAM)                       | 11 740  | 14,25  | Amal Boukir          |  |
|             | Union constitutionnelle (UC)                                | 10 633  | 12,91  | Abdelaziz El Ouadgui |  |
|             | Parti du progrès et du socialisme (PPS)                     | 7 142   | 8,67   |                      |  |
|             | Rassemblement national des indépendants (RNI)               | 6 568   | 7,97   |                      |  |
|             | Union socialiste des forces populaires (USFP)               | 4 994   | 6,06   |                      |  |
|             | Parti de l'Istiqlal (PI)                                    | 4 110   | 4,99   |                      |  |
|             | Fédération de la gauche démocratique (FGD)                  | 1 279   | 1,55   |                      |  |
|             | Front des forces démocratiques (FFD)                        | 1 148   | 1,39   |                      |  |
|             | Parti des Néo-Démocrates (PND)                              | 191     | 0,23   |                      |  |
|             | Parti Al Ahd Addimocrati (AHD)                              | 152     | 0,18   |                      |  |
|             | Parti de l'environnement et du développement durable (PEDD) | 119     | 0,14   |                      |  |
|             |                                                             |         |        |                      |  |
| Inscrits    | Inscrits                                                    | 187 352 | 100,00 |                      |  |
| Abstentions | Abstentions                                                 | 104 992 | 56,04  |                      |  |
| Exprimés    | Exprimés                                                    | 82 360  | 43,96  |                      |  |

#### Élections de 2021
| Parti       | Parti                                                       | Voix    | %      | Députés élus         |  |
| ----------- | ----------------------------------------------------------- | ------- | ------ | -------------------- |  |
|             | Rassemblement national des indépendants (RNI)               | 35 532  | 32,37  | Mohamed Simou        |  |
|             | Parti de l'Istiqlal (PI)                                    | 24 676  | 22,48  | Nizar Baraka         |  |
|             | Union constitutionnelle (UC)                                | 19 068  | 17,37  | Abdelaziz El Ouadgui |  |
|             | Parti authenticité et modernité (PAM)                       | 14 510  | 13,22  | Mohamed Hamani       |  |
|             | Union socialiste des forces populaires (USFP)               | 5 418   | 4,94   |                      |  |
|             | Parti de la justice et du développement (PJD)               | 4 106   | 3,74   |                      |  |
|             | Mouvement populaire (MP)                                    | 2 905   | 2,65   |                      |  |
|             | Parti de l'environnement et du développement durable (PEDD) | 766     | 0,70   |                      |  |
|             | Parti vert marocain (PVM)                                   | 585     | 0,53   |                      |  |
|             | Parti du progrès et du socialisme (PPS)                     | 552     | 0,50   |                      |  |
|             | Parti de l'Espoir (PE)                                      | 522     | 0,48   |                      |  |
|             | Parti des Néo-Démocrates (PND)                              | 367     | 0,33   |                      |  |
|             | Parti de l'unité et de la démocratie (PUD)                  | 338     | 0,31   |                      |  |
|             | Alliance de la fédération de gauche (AGD)                   | 317     | 0,29   |                      |  |
|             | Parti travailliste (PT)                                     | 103     | 0,09   |                      |  |
|             |                                                             |         |        |                      |  |
| Inscrits    | Inscrits                                                    | 207 299 | 100,00 |                      |  |
| Abstentions | Abstentions                                                 | 97 534  | 47,05  |                      |  |
| Exprimés    | Exprimés                                                    | 109 765 | 52,95  |                      |  |